# Barbonymus collingwoodii
Barbonymus collingwoodii är en fiskart som först beskrevs av Günther, 1868.  Barbonymus collingwoodii ingår i släktet Barbonymus och familjen karpfiskar. Inga underarter finns listade.